# Juan Ducas Comneno
Juan Ducas Comneno (1128 - septiembre de 1176) fue el hijo de Andrónico Comneno. A través de su padre, fue nieto del emperador bizantino Juan II Comneno. Fue dux (gobernador militar) de Chipre desde 1155 hasta su muerte además de ser nombrado protovestiarios en 1148.

## Biografía
Juan Ducas fue nombrado doux de Chipre en 1155, cargo que ocupó hasta su muerte. En 1156, Chipre fue atacada por Reinaldo de Châtillon y Thoros II, príncipe de Armenia. Ambos Thoros y Reinaldo realizaron un saqueo generalizado de la isla. Los francos y los armenios marcharon por toda la isla, robando y saqueando todos los edificios que vieron, iglesias y conventos así como tiendas y casas particulares. Los cultivos fueron quemados, los rebaños fueron confiscados, y toda la población fue llevada a la costa. Juan se opuso al ataque pero fue capturado por Reinaldo y Thoros y fue llevado prisionero a Antioquía. 
La pesadilla duró cerca de tres semanas, y luego, con el rumor de que una flota imperial estaba en el horizonte, Reinaldo dio la orden de reembarque. Los barcos fueron cargados con el botín, Y cada chipriota se vio obligado a rescatarse a sí mismo.
Juan fue liberado de su cautiverio probablemente en Antioquía, cuando tomó parte en la Batalla de Miriocéfalo bajo Manuel I Comneno. Los bizantinos fueron derrotados y Juan Ducas murió durante la batalla, poco después del 17 de septiembre de 1176.

## Matrimonio y descendencia
Juan Ducas se casó alrededor de 1146 con una mujer más tarde conocida como María, una Taronitisa, posiblemente hija de Juan Taronites, pansebastos sebastos. La pareja tuvo al menos dos hijos:
- María (aprox.1154 - 1208/1217), se casó primero con Amalarico I de Jerusalén, de este matrimonio tuvo una hija, la futura Isabel de Jerusalén. Luego se casó con Balián de Ibelín, entre los hijos producidos a partir de este matrimonio fueron Juan de Ibelín, el viejo señor de Beirut.
- Alejo Comneno (muerto en 1187), encabezó una rebelión contra Andrónico I Comneno, pero fue capturado, encarcelado y cegado, murió soltero.[8]
- Teodora Comneno de Bizancio, casado en segundas nupcias en 1176 con príncipe Bohemundo III de Antioquía, que la repudiará en 1180, con descendencia.